# العلاقات الزامبية الكمبودية
العلاقات الزامبية الكمبودية هي العلاقات الثنائية التي تجمع بين زامبيا وكمبوديا.

## مقارنة بين البلدين
هذه مقارنة عامة ومرجعية للدولتين:
| وجه المقارنة                                              | زامبيا                         | كمبوديا                   |
| --------------------------------------------------------- | ------------------------------ | ------------------------- |
| المساحة (كم2)                                             | 752.62 ألف                     | 181.03 ألف                |
| عدد السكان (نسمة)                                         | 17.09 مليون                    | 16.01 مليون               |
| الكثافة السكانية (ن./كم²)                                 | 22.71                          | 88.44                     |
| العاصمة                                                   | لوساكا                         | بنوم بنه                  |
| اللغة الرسمية                                             | لغة إنجليزية                   | اللغة الخميرية            |
| العملة                                                    | كواشا زامبي، كواشا زامبي قديم ‏ | ريال كمبودي، دولار أمريكي |
| الناتج المحلي الإجمالي (بليون دولار)                      | 25.81 مليار                    | 22.16 مليار               |
| الناتج المحلي الإجمالي (تعادل القوة الشرائية) بليون دولار | 62.18 مليار                    | 54.37 مليار               |
| الناتج المحلي الإجمالي الاسمي للفرد دولار أمريكي          | 1.30 ألف                       | 1.16 ألف                  |
| الناتج المحلي الإجمالي للفرد دولار أمريكي                 | 3.90 ألف                       | 3.26 ألف                  |
| مؤشر التنمية البشرية                                      | 0.586                          | 0.555                     |
| رمز المكالمات الدولي                                      | +260                           | +855                      |
| رمز الإنترنت                                              | .zm                            | .kh                       |
| المنطقة الزمنية                                           | ت ع م+02:00                    | ت ع م+07:00               |

## منظمات دولية مشتركة
يشترك البلدان في عضوية مجموعة من المنظمات الدولية، منها:
| علم المنظمة | اسم المنظمة                                                | تاريخ انضمام زامبيا | تاريخ انضمام كمبوديا |
| ----------- | ---------------------------------------------------------- | ------------------- | -------------------- |
|             | العملية المشتركة للاتحاد الأفريقي والأمم المتحدة في دارفور | ?                   | ?                    |
|             | الاتحاد البريدي العالمي                                    | ?                   | ?                    |
|             | يونسكو                                                     | 9 نوفمبر 1964       | 3 يوليو 1951         |
|             | البنك الدولي للإنشاء والتعمير                              | 23 سبتمبر 1965      | 22 يوليو 1970        |
|             | منظمة التجارة العالمية                                     | ?                   | ?                    |
|             | وكالة ضمان الاستثمار متعدد الأطراف                         | 6 يونيو 1988        | 1 ديسمبر 1999        |
|             | الاتحاد الدولي للاتصالات                                   | 23 أغسطس 1965       | 10 أبريل 1952        |
|             | منظمة الشرطة الجنائية الدولية                              | ?                   | ?                    |
|             | مؤسسة التمويل الدولية                                      | 23 سبتمبر 1965      | 26 مارس 1997         |
|             | الأمم المتحدة                                              | 1 ديسمبر 1964       | 14 ديسمبر 1955       |
|             | مؤسسة التنمية الدولية                                      | 23 سبتمبر 1965      | 22 يوليو 1970        |
|             | منظمة حظر الأسلحة الكيميائية                               | ?                   | ?                    |
|             | المركز الدولي لتسوية المنازعات الاستشارية                  | 17 يوليو 1970       | 19 يناير 2005        |

## وصلات خارجية
- موقع وزارة الخارجية الكمبودية